# Love Island (programa de televisión de 2005)
Love Island (conocido como Celebrity Love Island en su primera temporada) es un programa de telerrealidad británico emitido en la cadena ITV en 2005 y 2006. En el programa 12 famosos solteros pasaron cinco semanas en una isla de Fiyi.

## Historia
En sus inicios fue presentado por Patrik Kielty y Kelly Brook, con Fearne Cotton asumiendo el rol de presentadora femenina en su segunda temporada. La primera temporada se emitió durante el verano de 2005 y en la misma se proclamaron vencedores Jayne Middlemiss y Fran Cosgrave. La segunda temporada comenzó en julio de 2006 y se eliminó la palabra Celebrity del título del mismo. En esta ocasión los ganadores fueron Bianca Gascoigne y el finalista de la primera edición, Calum Best.
La sinfonía del programa en su primera temporada fue la canción I Wish de la artista Jem. Una sinfonía veraniega creada por Daniel Pemberton (publicada después con el título  "From Fiji with love") fue utilizada en la segunda temporada del programa.

### Cancelación
Tras las decepcionantes audiencias de las dos temporadas el programa fue camcelado el 24 de noviembre de 2006 por el director de la cadena ITV, Simon Shaps.

### Reinicio
El 13 de febrero de 2015 se confirmó que el programa regresaría en ITV2 en 2015 bajo el nombre de Love Island. La directora de Adquisiciones y Digital de ITV, Angela Jain, confirmó que el programa revivido sería renovado y vería a concursantes no famosos competir para sobrevivir a una votación pública cada semana.
Más tarde se anunció que Caroline Flack presentaría esta nueva versión del programa, cuyo estreno estaba previsto el 7 de junio de 2015. La nueva versión del programa fue un éxito de audiencias para ITV2 y el formato del mismo generó una franquicia internacional con el mismo nombre.

## Formato
Los espectadores debían votar qué pareja les gustaría ver en la  "choza del amor" en la que ambos se meterían para conocerse mejor. En la primera temporada del programa, cada semana los espectadores votaban para expulsar a los concursantes de la isla, pero en la segunda eran los concursantes quienes tenían la última palabra. La identidad de los expulsados se daba a conocer en los episodios de eliminación. El premio para la pareja finalista consistía en 50.000 libras para cada uno de ellos. En la segunda temporada los participantes debían cocinar y limpiar para combatir la sensación de que solo estaban allí para unas vacaciones gratis.

## Datos del programa
| Temporada | Fecha de inicio     | Fecha de fin         | Concursantes | Ganadores                        | Premio en metálico | Audiencia media (millones) | Episodios |
| --------- | ------------------- | -------------------- | ------------ | -------------------------------- | ------------------ | -------------------------- | --------- |
| 1         | 16 de mayo de 2005  | 20 de junio de 2005  | 13           | Jayne Middlemiss y Fran Cosgrave | £50,000            | 3.6                        | 35        |
| 2         | 10 de julio de 2006 | 28 de agosto de 2006 | 16           | Bianca Gascoigne y Calum Best    | £50,000            | 2.1                        | 50        |

## Primera temporada (2005)
La primera temporada se emitió durante el verano de 2005. 
| Concursante          | Ocupación                                                | Aspectos reseñables          |
| -------------------- | -------------------------------------------------------- | ---------------------------- |
| Jayne Middlemiss     | Presentadora de radio y televisión                       | Ganadora                     |
| Fran Cosgrave        | Gerente de discoteca y guardaespaldas del grupo Westlife | Ganador                      |
| Calum Best           | Modelo                                                   |                              |
| Paul Danan           | Actor de la serie Hollyoaks                              |                              |
| Michael Greco        | Actor de la serie EastEnders                             |                              |
| Lady Isabella Hervey | Modelo y socialité                                       |                              |
| Du'aine Ladejo       | Relevista olímpico                                       |                              |
| Rebecca Loos         | Modelo                                                   |                              |
| Liz McClarnon        | Cantante del grupo Atomic Kitten                         |                              |
| Lee Sharpe           | Exjugador de la Selección Inglesa de Fútbol              |                              |
| Judi Shekoni         | Modelo y actriz                                          | Primera expulsada            |
| Abi Titmuss          | Modelo                                                   |                              |
| Nikki Ziering        | Modelo y actriz                                          | (Entró tarde en el concurso) |

El programa desató la controversia desde el momento en el que fue confirmado por ITV. Fue etiquetado como rival de Big Brother, el popular reality show de Channel 4, el cual regresaba con su sexta temporada poco después del lanzamiento del programa. Muchos críticos sintieron que el formato del programa producía una televisión de baja calidad como excusa para conseguir grandes audiencias. 
Tras el estreno del programa los famosos concursantes fueron criticados por los espectadores por resultar aburridos, y el estatus de celebridad de algunos participantes fue cuestionado. Había sospechas de que los concursantes solo iban al programa para tener unas vacaciones gratis, y los periódicos afirmaban que los productores organizaron gabinetes de crisis para averiguar cómo mantener las cosas interesantes en el programa.
Poco tiempo después, artículos periodísticos confirmaban que los presentadores del programa, Kelly Brook y Patrick Kielty, se enzarzaron en una pelea. Los problemas entre ambos comenzaron presuntamente después de que Kielty revelara  durante el programa que Brook había estado anteriormente en una relación con uno de los concursantes, Paul Danan. Sin embargo, ni la promesa de fuegos artificiales entre ambos presentadores fue suficiente para mantener el interés de la audiencia y un episodio del programa fue visto por menos de 2 millones de espectadores. Los productores contrataron después a la modelo Nikki Ziering para animar el programa.
El programa también se resintió debido a las audiencias de la longeva serie de ITV, Coronation Street. La cadena decidió trasladar su programa estrella de horario, pasando a emitirse a las 20:30 los lunes para otorgar así a Celebrity Love Island una franja de emisión más favorable, con la esperanza de subir las audiencias. Los guionistas John Fay y Daran Little se quejaron a la prensa por el tratamiento de la serie. ITV alegó que la decisión de trasladar la serie de horario fue muy importante y que solo se hizo cuando fue verdaderamente necesario. Se solicitó una reunión con el director de programación de la cadena, Nigel Pickard, para tratar este problema.
El 10 de junio de 2005, cuando las audiencias comenzaban a subir, con el programa cerca de adelantar a Big Brother en popularidad, una fuerte tormenta en las Islas Fiji interrumpió la emisión. La escena de desalojo en directo tuvo que ser cancelada ya que las olas de dos metros hacían imposible que los miembros del equipo del programa llegasen hasta donde se encontraban los concursantes. En su lugar, la cadena se vio obligada a repetir el episodio anterior con material inédito.
Shekoni fue la primera concursante expulsada por la audiencia. "Para el poco tiempo que estuve aquí me llevé bien con todo el mundo y no tuve ninguna experiencia negativa. Pero cuando lo veo ahora solo pienso, Dios mío, tuve suerte de escapar sin acabar llorando frente a las cámaras, o sin que me rechazase ningún chico, o sin meterme en ninguna discusión. Sé que mi familia está contenta de que me fuese y no llegase a arruinar mi reputación ni valores morales y que no hiciera nada vergonzoso allí. Supe casi al momento que no quería nada de esto y creo que por este motivo fui expulsada. Lo cual es bastante justo porque se supone que esto es la isla del amor y yo no había encontrado el amor. Sin embargo, aún lo busco y lo estuve buscando desde entonces", declaró Shekoni.

## Segunda temporada (2006)
La segunda y última temporada del programa se estrenó el 10 de julio y duró siete semanas, algo más que la edición anterior. A finales del mes de mayo de 2006 se confirmó que Fearne Cotton sería la nueva copresentadora junto a Kielty, y la ganadora de la primera edición, Jayne Middlemiss, presentaría Aftersun junto a Matt Brown en ITV2. Además contaron con un nuevo patrocinador, chocolate Bounty.
El 6 de julio se reveló la lista de concursantes, con la novedad de que "Celebrity" fue eliminado del título del programa.
Desde el 10 de julio hasta el 28 de agosto, siete semanas, 17 concursantes y 3 invitados:
| Concursante                            | Famoso por                                              | Posición |
| -------------------------------------- | ------------------------------------------------------- | --- |
| Bianca Gascoigne                       | Modelo                                                  | Ganadora |
| Calum Best (llegó en la cuarta semana) | Modelo                                                  | Ganador |
| Kéllé Bryan                            | Cantante del grupo Eternal                              | Finalista |
| Brendan Cole                           | Bailarín profesional del programa Strictly Come Dancing | Finalista |
| Kate Lawler                            | Presentadora de radio y televisión                      | Expulsada: en la final (llegó en la sexta semana)                                                                         |
| Chris Brosnan                          | Director de cine y escritor                             | Expulsado: el último día                                                                                                  |
| Sophie Anderton                        | Modelo                                                  | Expulsada: en la séptima semana                                                                                           |
| Lee Otway                              | Actor de la serie Hollyoaks                             | Expulsado: en la séptima semana                                                                                           |
| Colleen Shannon                        | Modelo Playboy y DJ                                     | Expulsada: en la séptima semana                                                                                           |
| Shane Lynch                            | Cantante del grupo Boyzone                              | Abandono: en la quinta semana                                                                                             |
| Paul Danan                             | Actor de la serie Hollyoaks                             | Expulsado: en la quinta semana (llegó en el sexto día)                                                                    |
| Emma e Eve Ryan                        | Modelos                                                 | Expulsadas por la dirección del programa: en la cuarta semana (llegaron en la cuarta semana; expulsadas tras 5 días allí) |
| Leo Ihenacho                           | Cantante y actor                                        | Expulsado: en la cuarta semana                                                                                            |
| Emily Scott                            | Modelo de bañadores                                     | Expulsada: en la tercera semana (llegó en la tercera semana)                                                              |
| Lady Victoria Hervey                   | Modelo y socialité                                      | Expulsada: en la segunda semana                                                                                           |
| Alicia Douvall                         | Modelo                                                  | Expulsada: en la primera semana                                                                                           |

### Invitados en Love Island
- En Love Island entraron tres invitados en el resort para pasar periodos de tiempo determinados, normalmente de una semana. Los invitados no podían ser votados para la expulsión ni para alzarse con el premio de 50.000 libras al final del programa, pero sí podían ser votados para ir a la choza del amor. Al igual que los verdaderos concursantes estos recibieron un sueldo.

| Concursante   | Ocupación                     | Posición                                                                                      |
| ------------- | ----------------------------- | --------------------------------------------------------------------------------------------- |
| Abs Breen     | Cantante del grupo Five       | Salió en la cuarta semana (Estuvo 5 días allí)                                                |
| Dennis Rodman | Jugador de la NBA             | Salió en la tercera semana (Estuvo 4 días allí antes de abandonar)                            |
| Steve-O       | Estrella del programa Jackass | Salió en la segunda semana (Estuvo solo 2 días allí porque no le dieron chocolate y cerveza ) |

### Regresos
- En la segunda semana, en un intento para subir las audiencias los productores decidieron que un concursante de la primera edición, Paul Danan, fuese llevado a Love Island como concursante regular esperando que este repitiese las actuaciones triunfales del año anterior. Danan era conocido por muchos en la isla, sobre todo por Lee Otway y Lady Victoria Hervey, cuya hermana Isabella tuvo una relación con él durante la primera edición y después del concurso por un periodo corto.

- El 7 de agosto Calum Best, finalista de la primera edición, fue a Love Island por segunda vez captando mucha atracción de las mujeres, sobre todo de Bianca Gascoigne con la cual forjó un romance.

- Cuando Sophie Anderton y Chris Brosnan se estaban conociendo mejor la expulsada Lady Victoria Hervey volvió a la isla durante un día y se escondió en la habitación secreta donde se enfrentó a su amiga Sophie y derramó una botella de vino sobre su cabeza por robarle a su chico.

- El 20 de agosto Leo Ihenacho protagonizó un regreso sorpresa (por una noche) saliendo de una tarta en el resort solo para enfrentar a Calum y Bianca en su relación. Leo se marchó de la isla al día siguiente.

## Observaciones
El 18 de julio Steve-O fue llevado al programa en un intento por subir las audiencias. Pese a declarar este que había dejado la bebida pidió cerveza durante el programa. El 19 de julio abandonó repentinamente Love Island porque no se le permitió tomar suficiente alcohol ni chocolate.
Lady Victoria Hervey fue expulsada del programa el 21 de julio aunque su elegido, Chris Brosnan, había sido el favorito de la audiencia para marcharse. Hervey reveló a los presentadores Patrick Kielty y Fearne Cotton que esperaba continuar su relación con Brosnan fuera del programa pero después se lo pensó dos veces cuando le mostraron imágenes de este afirmando que también le gustaba Colleen.
El legendario jugador de baloncesto Dennis Rodman entró al programa en la tercera semana (el 27 de julio) como invitado de la casa para subir las audiencias. Este flirteó con Colleen Shanon y generó tensión con Lee Otway antes de abandonar el concurso al cuarto día (el 30 de julio) cuando realmente tenía un contrato de siete días, hasta el 3 de agosto de 2006.
Las gemelas Emma y Eve Ryan se unieron a Love Island el 31 de julio pero fueron expulsadas por los productores del programa el 4 de agosto. No se explicó las razones de esta decisión a la audiencia. 
El 6 de agosto se confirmó que Calum Best llegaría a Love Island al día siguiente. Ese mismo día también se anunció que Shane Lynch había abandonado la isla para hacer las paces con una mujer en su casa.
El 14 de agosto la ganadora de Big Brother 3  Kate Lawler se unió a Celebrity Love Island. La última noche (28 de agosto de 2006) Kate Lawler se convirtió en la última mujer expulsada antes de la gran final.
Los ganadores del concurso fueron Bianca Gascoigne y Calum Best, y Kéllé Bryan y Brendan Cole fueron finalistas.
La final fue vista por una media de 3,8 espectadores, con picos de hasta 4,4 millones, descendiendo el pico de audiencia del año anterior que fue de 5,9 millones de espectadores.

## Competencia con Big Brother
El programa no siempre se enfrentó a Big Brother, de Channel 4, pues Big Brother se emitía a las 9 de la noche los martes, sábados y domingos y únicamente coincidía lunes, miércoles, jueves y viernes con Love Island a las 10 de la noche. Sin embargo muchos usuarios de televisión analógica en Gales únicamente podían seguir Big Brother en la franja nocturna fija de las 10 en la cadena S4C, que también retransmitía el programa debido a que muchas televisiones analógicas de Gales presentaban problemas en la recepción de la señal de Channel 4. La audiencia de Celebrity Love Island fue aproximadamente la mitad de la cosechada por Big Brother. 

## Crítica
En una reseña negativa de la primera edición del concurso escrita para el periódico The Guardian, Charlie Brooker afirma que el programa "tan solo es un refrito de I´m a Celebrity, sin los elementos que llevaron al éxito a dicho concurso." Brooker critica que el programa se burlase abiertamente del peso de Abi Titmuss, que llamase a Paul Danan "un miembro viril de magnitud considerable", que bromeara sobre que Fran Cosgrave fuese tan poco conocido "que realmente no existiría si no es gracias a este tipo de programas" y que insultase la labor como presentadores de Patrick Kielty y Kelly Brook, describiéndolos a cada uno de ellos como "un hombre que desearías que se callara incluso antes de que hable y una mujer que para empezar, apenas puede hablar."